# Burgwall Groß Below
Der Burgwall bei Groß Below, einem Ortsteil der Gemeinde Bartow im Landkreis Mecklenburgische Seenplatte, befindet sich gute zwei Kilometer südwestlich an der Tollense. Der Fluss wurde an dieser Stelle begradigt. In der Slawenzeit lag die Burg noch auf der anderen Seite des Gewässers. Der slawische Burgwall befindet sich heute im Gebiet der Gemeinde Golchen. 
Der Burgwall hatte einen ovalen Grundriss und bestand fast über die gesamte slawische Besiedlungszeit. Einige Funde zeigen auch eine noch ältere Besiedlung aus der Germanenzeit an. Der Niederungsburg muss in den vergangenen Jahrhunderten Erde entnommen worden sein, denn einstige Erdwälle sind keine mehr vor Ort zu erkennen. Die Burginnenfläche liegt aber etwas tiefer als der Rand derselben. Das spricht dafür, dass es sich um eine richtige Wallburg handelte. Wie natürlich geschützt die Gegend einst war, erkennt man noch heute. Wenn es länger geregnet hat, sind die ganzen Wiesen um den sogenannten „Schlossberg“ so feucht und moorig, dass man die Burgstelle nicht trockenen Fußes erreichen kann.